# كرتيل آباد
كارتيل آباد (الفارسية: كرتيل اباد ) هي قرية تقع في منطقة هرم رود سفلا الريفية، في قسم سامن، بمقاطعة ملاير ، في محافظة همدان، بإيران . وفي تعداد عام 2006، بلغ عدد سكانها 1020 نسمة، موزعين على 275 عائلة.